# T–26
A T–26 szovjet könnyű harckocsi, melyet az 1930-as évek számos konfliktusában és a második világháború több ütközetében bevetettek. Technikai fejlesztéséhez az 1930-ban a Vörös Hadsereg számára vásárolt brit Vickers Mark E harckocsi szolgált alapul. Olyan jól sikerült, hogy az évtized egyik legsikeresebb harckocsi-konstrukciójának tartják és 1932-ben már a Vörös Hadseregben rendszeresítették. A legutolsó változata 20 mm-es páncélzatot, 45 mm-es harckocsiágyút és öntött tornyot kapott. Összesen körülbelül 12 000 db T–26 harckocsi és az alvázra épített egyéb jármű készült. A harcjárműnek 53-féle típusváltozatát fejlesztették ki, így például lángszórós, utász, távvezérelt harckocsikat, önjáró lövegeket, tüzérségi vontatókat és páncélozott szállítókat. Ezen konstrukciók közül 23 került sorozatgyártásra, a többi csupán kísérleti modell maradt.
A típus fontos szerepet játszott a spanyol polgárháborúban, a Haszan-tavi csatában és a téli háborúban. Bár ekkorra már elavultnak számított, a Szovjetunió ellen indított Barbarossa hadművelet idején a szovjeteknél körülbelül 10 ezer darab volt hadrendben, mely a legnagyobb számban elérhető páncélossá tette. Gyenge páncélzata és fegyverzete, valamint a mozgékonyságban mutatkozó hiányosságok miatt a háború kezdeti szakaszában az eseményekre szinte semmilyen befolyása sem volt, a német harckocsik könnyűszerrel megsemmisítették a T–26-ost. Ennek ellenére használatban maradt és még 1945 augusztusában is bevetették Mandzsúria lerohanásakor.
A T–26 megbízható és egyszerűen karbantartható volt, 1931 és 1941 között folyamatosan modernizálták. 1940 után azonban már nem fejlesztettek ki új típusokat belőle.

## Fejlesztése
1924-ben a Forradalmi Haditanács egy olyan harckocsi típus kifejlesztését szorgalmazta, amely alkalmas az ellenséges vonalakon áttörő gyalogság közvetlen támogatására. Ebből a célból, több különböző harckocsi típust is kifejlesztettek. A szovjet tervezésű T–18-as könnyű harckocsik tűzerő és páncélzat terén ugyan megfeleltek a hadsereg elvárásainak, sebességük és terepjáró képességük azonban igen csak korlátozott volt, ezért a T–19-es harckocsikat már erősebb motorral és a francia Renault NC páncélosoknál használt felfüggesztési rendszerrel látták el, ezáltal sikerült javítani a korábbi modelleknél tapasztalt alul motorozottsági problémákon, viszont maga a konstrukció mechanikailag összetettebb szerkezetnek bizonyult mint elődje.
Mivel a hazai fejlesztésű könnyű harckocsik nem voltak elég kifinomult konstrukciók, ezért a szovjet vezetés végül fontolóra vette egy licencelt változat sorozatgyártását. A Szemjon Ginzburg vezette szovjet küldöttség, 1930 nyarán érkezett Nagy-Britanniába, hogy harcjárműveket válasszon ki a Vörös Hadsereg részére. A Vickers-Armstrongnál tett látogatást követően, a szovjet bizottság végül 15 darab Vickers E típusú, kéttornyú harckocsi beszerzésére kötött szerződést, amely tartalmazta a harcjármű részletes technika leírását és a licenc szerződést is. Tapasztalat szerzés céljából a Vickers harckocsik összeszerelésében orosz mérnökök is közreműködtek, ezáltal létfontosságú ismeretekhez jutottak hozzá a típus sorozatgyártását és üzemeltetését illetően.
A Vickers-Armstrong céggel kötött egyezmény értelmében, a szovjetek a brit terveket felhasználva létrehozhatták saját mintapéldányaikat. Két ilyen harcjármű készült, a TMM-1 és a TMM-2 elnevezésű páncélos, ezeket a kubinkai kísérleti telepen vetették össze a brit változattal. Végül a próbákon nyújtott teljesítmény alapján, a Vickers E könnyű harckocsit találták a legalkalmasabbnak, így 1931-től kezdve, T–26 típusjelzéssel sorozatban gyártották.

## Felépítése
Az első sorozatban gyártott T–26-os harckocsik még két tornyos kivitelben készültek el, ennek a rendszernek azonban megvoltak a maga hátrányai. A két lövész ülése és a lövegtorony forgása ugyanis nem volt összehangolva, ezért a torony és a legénység pozíciójának egyeztetését, a kezelőszemélyzetnek manuálisan kellett elvégeznie. Mindkét lövegtornyot felszerelték egy forgásgátló mechanizmussal is, amely csak 265°-os elforgatási szöget tett lehetővé, elkerülve ezáltal a lövegtornyok összeakadását. A rendszer legfájóbb pontját mégis a személyzet egységének megbontása jelentette, mivel a külön álló tornyok elszigetelték egymástól a legénység tagjait, ami szinte teljesen meggátolta a harckocsizók összehangolt munkáját.
Ezek a hibák azonban csak akkor váltak igazán kényelmetlenné, amikor a szovjetek hatékonyabb ágyúval próbálták meg átfegyverezni a T–26-ost. A szabvány T–26-os harckocsikat eredetileg két 7,62 mm-es DT géppuskával látták el. Az első ágyúval ellátott változat a T–26 1932 modell volt, amit egy módosított 37 mm-es Hotchkiss típusú páncéltörő ágyúval szereltek fel (PS–1). Ezt követte a PS–2-es löveggel felszerelt variáns, amely lényegében megegyezett a Rheinmetall 37 mm-es Pak 30-as páncéltörő ágyúval (csak a lövegcső hosszában tért el a német fegyvertől).
A több tornyos elrendezés egészen az 1930-as évek végéig jellemző volt a szovjet harckocsi tervezésre, ám a könnyű harckocsikat már 1933-tól kezdve a hatékonyabb és elterjedtebb egy tornyos kivitelben építették. A T–26-os esetében ezt kezdetben úgy érték el, hogy a jobb oldali tornyot elhagyták. Ez a megoldás azonban nem volt kifizetődő, mert a Vickers E lövegtornyait eredetileg géppuskák hordozására fejlesztették ki. Alacsony teherbírásuk és szűkös belső terük miatt ezért nem igazán voltak alkalmasak páncéltörő lövegek befogadására. A toronykoszorú is gyakran eltört a 37 mm-es páncéltörő lövegek nagyobb visszarúgása miatt. A megoldást végül a leningrádi Bolsevik-gyár és a Harkovi HPZ üzem által tervezett lövegtorony jelentette, amely már képes volt az erősebb 45 mm-es, szovjet gyártmányú páncéltörő löveg hordozására is. További finomításoknak köszönhetően végül a T–26, BT–5 és T–35-ös típusokat is ugyanazzal a lövegtoronnyal és páncéltörő ágyúval rendszeresítették.
Az immáron újratervezett lövegtoronnyal és erősebb fegyverzettel ellátott T–26-ost, Model 1933 megkülönböztető jelöléssel állították szolgálatba. Bár tűzerő terén ez a variáns egyértelműen előrelépésnek bizonyult, páncélzata azonban mindössze 15 mm-es volt, ami jó formán csak a kisebb kaliberű kézi fegyverek, géppisztolyok és karabélyok lövedékei ellen nyújtott megfelelő védelmet. A szovjet gyártmányú páncéllemezek ráadásul minőségileg gyengébbnek számítottak, mint a brit ipar által elkészített páncéllemezek. Az 1934 és 1935-ben vívott mandzsúriai harcok után a T–26-ost és más szovjet harckocsit sem gyártottak szegecselt páncélzattal, hanem áttértek a hegesztett páncélzatra. Erre azért volt szükség, mert a géppuskatűz könnyen letörte a szegecsek fejét és a harckocsin belül halálos sérüléseket okozhatott a kezelőknek. A gyenge védelem a későbbi modelleknél is problémát jelentett, mivel a jármű alváza és erőátviteli rendszere már nem bírta volna el az extra páncélzat által okozott tömeg növekedést. Összességében véve tehát elmondható hogy a T–26-nál bevezetett új lövegtoronnyal sikerült kiküszöbölni a régi kéttornyos változatok hibáit, de ezzel gyakorlatilag elérték a típus fejleszthetőségének határait. A gyenge 90 lóerős motor és az alváz korlátozott teherbírása miatt a többi könnyű harckocsihoz viszonyítva a T–26-os lomhának számított.

## Harci alkalmazása
A T–26 1932-ben lépett szolgálatba a Vörös Hadseregben és az elkövetkező években ők és több más ország, így Spanyolország, Kína és Törökország is nagymértékben használta. A második világháború során a német, finn és magyar hadseregek is hadrendbe állították a zsákmányolt harckocsikat. Az első egység, melyet a típussal felszereltek az 1. gépesített dandár volt a Moszkvai Katonai Körzetben. Az 1931 végén leszállított darabok még nem voltak fegyverekkel ellátva és csupán kiképzőharckocsinak szánták, aktív szolgálatba csak 1932-ben lépett a típus. Az új fegyvert a nyilvánosságnak a Vörös téren 1931. november 7-én, az októberi forradalom napján tartott díszszemlén mutatták be. Az ekkoriban újonnan szervezett gépesített dandárokat egységenként 178 darab T–26-ossal szerelték fel. Amikor az 1933-as modell gyártása elkezdődött, egy szakasz három tankból állt: egy egytornyos és két kéttornyos T–26 tankból. A duplatornyos változatokat később kiképzési és gyalogsági támogató célokra használták. 1938 augusztusában újraszervezték a páncéloserőket és a gépesített egységeket szervezetileg megfelelő páncélosegységekbe sorolták. Az év végén a Vörös Hadsereg 19 könnyűpáncélos (267 T–26 dandáronként) és három kémiai dandárral (lángszórós T–26 változatokkal felszerelve) rendelkezett.

### Spanyol polgárháború

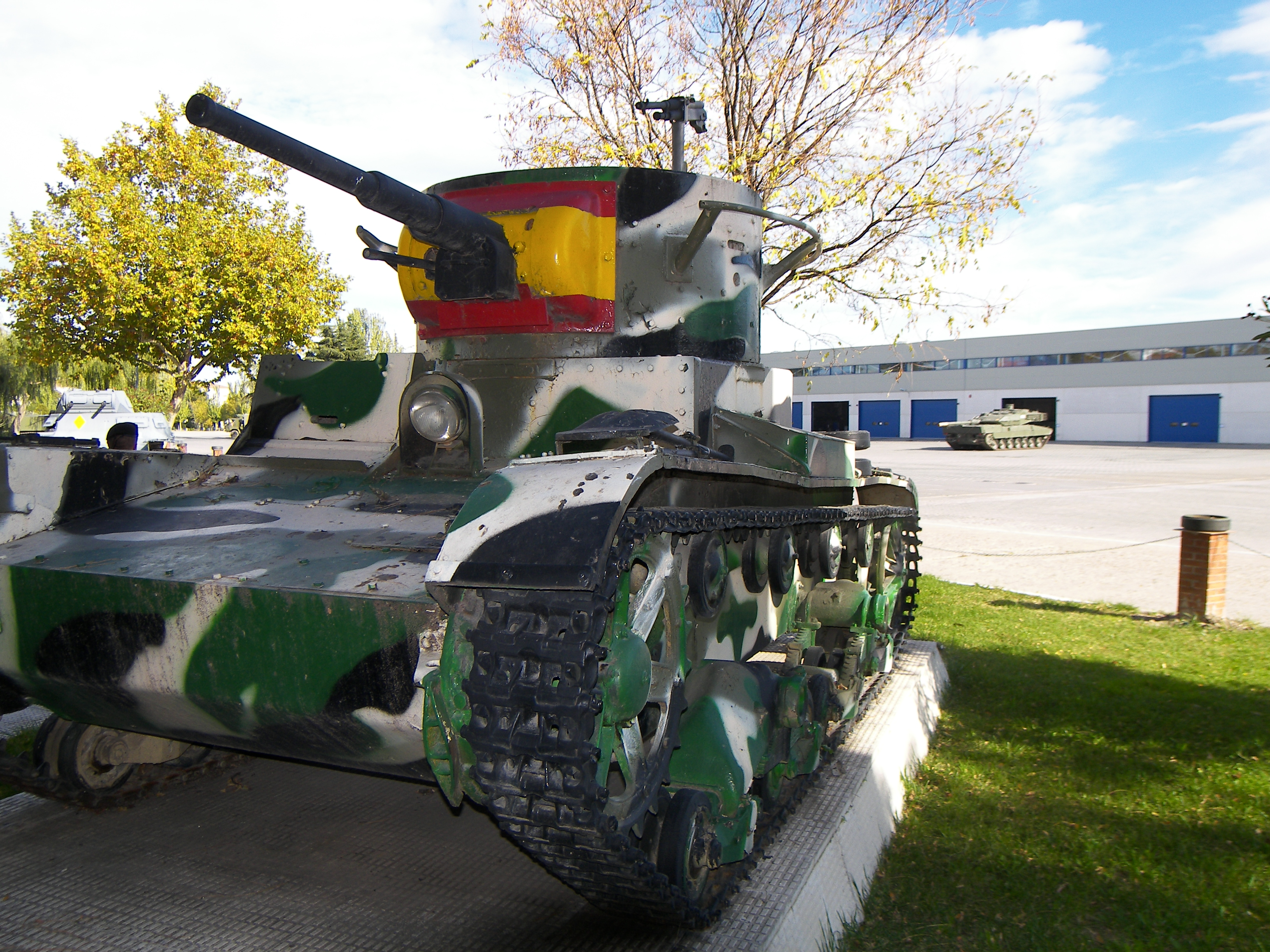
T–26 nacionalista felfestéssel a madridi El Goloso Múzeumban

A spanyol polgárháború volt az első konfliktus, ahol a T–26-ot bevetették. A spanyol köztársasági kormány kérésére a Szovjetunió fegyvereket és ellátmányt adott el a köztársaságiaknak és katonai tanácsadókat (köztük harckocsikezelőket) küldött. Az első harckocsiszállítmány 1936. október 13-án érkezett meg Cartagena kikötőjébe, melyben 50 T–26, a hozzájuk tartozó pótalkatrészek, lőszer és üzemanyag volt. A páncélosokkal együtt 80 önkéntes is érkezett Szemjon Moiszejevics Krivosein ezredes, a 8. önálló gépesített dandár parancsnokának irányítása alatt. Francisco Franco tábornok nacionalistáit a Harmadik Birodalom látta el Panzerkampfwagen I harckocsikkal és Olaszország szállított augusztustól kezdve CV–33 kisharckocsikat. A nacionalista és köztársasági harckocsik először Madrid ostroma során csaptak össze, melynek során a német és olasz páncélosok súlyos veszteségeket szenvedtek el a 45 mm-es ágyúkkal felszerelt szovjet tankoktól. Bár az első típusokat kiképzési célokra szánták, a szorult helyzet miatt 15 darabot Madridba küldtek Paul Arman százados vezetésével. Ők október 29-én, a fővárostól 30 km-re délkeletre, Seseña mellett csaptak össze az ellenséggel. Tizenkét darab T–26-os tíz órán belül 35 kilométert tört előre, mely során súlyos veszteségeket okoztak az ellenségnek, vereséget mérve két marokkói lovasegységre és két gyalogoszászlóaljra, a harcokban 12 tüzérségi ágyút, két CV 3/35 kis harckocsit és harminc teherautót pusztítottak el. A szovjetek három harckocsit veszítettek és a százados is megsérült egy Molotov-koktéltól. November 17-ére 5 darab bevethető páncélosa maradt a századnak és Arman százados megkapta a Szovjetunió Hőse kitüntetést.
A harcok során kiderült, hogy a Panzer I-esek nem rendelkeznek elegendő tűzerővel a T–26-osok leküzdéséhez. Ugyan ellátták a harckocsi géppuskáit páncéltörő lőszerrel ami elméletben 150 méterről át tudta lőni a T–26-os oldalát és hátulját azonban a gyakorlatban ez az érték csökkent. Szükségmegoldásként a spanyolok egy 20 mm-es Breda model 1935 gépágyút építettek be a Panzer I-esekbe (Panzer I Ausf.A "Breda") ami már hatékonynak bizonyult a T–26-osok ellen is. A Madridért folyó harcokban Krivosein egysége is részt vett 23 T–26 harckocsival és 9 páncélautóval. A csoportban szolgáló szovjet katonák kevés kivétellel visszatértek a Szovjetunióba november végén. Decemberben felállításra került az 1. köztársasági páncélosdandár Dmitrij Grigorjevics Pavlov vezetésével, miután 100 szovjet páncélos és kezelőszemélyzetük az országba érkezett. Az egység kezdetben egy páncéloszászlóaljból, egy spanyol biciklis zászlóaljból és egy szállítózászlóaljból állt. A tankok háromfős legénységéből az ágyúkezelő spanyol, míg a sofőr és a parancsnok szovjet volt. Az egységnek jelentős szerepe volt a Madrid ellen indított második támadás visszaverésében 1937 januárjában.
A köztársasági haderőnek 70 darab T–26 állt a rendelkezésére 1937 elején, melyek részt vettek a jaramai csatában és több más ütközetben. Február 27-én gyalogostámogatás nélkül támadták meg a nacionalista állásokat, és a páncéltörőágyúk tüzében jelentős veszteségeket (néhány támadásnál a 35-40%-ot is elérő) szenvedtek. A típus remekül szerepelt a márciusi guadalajarai csatában, ahol akadt olyan köztársasági egység, mely két T–26-ossal huszonöt olasz harckocsit lőtt ki. 1937 őszétől az összes páncélos kezelőszemélyzete kizárólag spanyolokból állt és 1938 nyarára két páncéloshadosztályt is felállítottak szovjet segítséggel. A javíthatatlan T–26, BT–5 harckocsik és BA-6 páncélautók tornyait Chevrolet 1937-esekre és egyéb páncélautókra szerelték. A gyakran támogatás nélkül támadó tankok ellen a nacionalista gyalogság, különösen a marokkóiak ádázul védekeztek, kézigránátokat és Molotov-koktélokat használva.
A konfliktus során a Szovjetunió összesen 281 T–26 tankot küldött Spanyolországba. Ezek 40%-a került a nacionalisták kezére, akik nagyra értékelték azokat és 500 peseta jutalmat ajánlottak fel minden épségben zsákmányolt tankért. A Condor légió 1937 márciusában egy zsákmányolt T–26 páncélosokból álló századot állított harcba, melyeket később a spanyolok kaptak meg. Ezeket a terueli, brunetei, bilbaói, ebrói csatákban és a katalóniai offenzíva során vetették be. Bár tűzerőben felülmúlta a többi bevetett harckocsit, hamar kiderült legnagyobb gyengesége, vékony páncélvédettsége. A német és olasz páncéltörő ágyúk könnyedén átütötték a frontpáncélzatát is: a 20 mm-es ágyúk 400 méter alatt, a német 3.7 cm Pak 36 500 méter, az olasz Cannone da 47/32 Modello 1935 600 méter távolságról tudta kilőni. A legnagyobb veszélyt a német 8.8 cm FlaK 18/36/37 légvédelmi ágyúk jelentették, melyek bármely távolságból képesek voltak kilőni a tankot.

### Szovjet–japán konfliktus

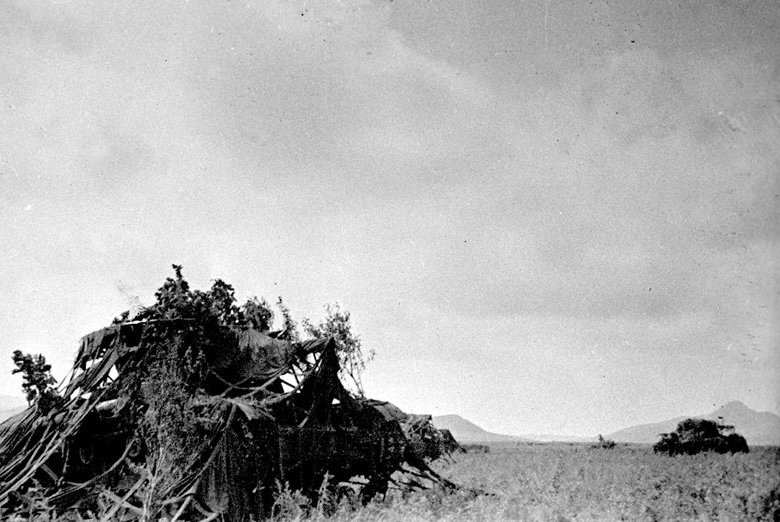
Álcázott T–26 harckocsik a Haszan-tavi csatában

A Vörös Hadsereg első konfliktusa, melyben bevethette a T–26 harckocsikat a Haszan-tavi csata volt. Bevetésre került 257 darab T–26 (köztük 10 HT–26 lángszórós harckocsi), 3 darab SZT hídvető harckocsi, 81 darab BT–7 gyorsharckocsi, és 13 SZU–5–2 önjáró löveg. A bevetett szovjet páncélosok a 2. gépesített dandár és a 32. és 40. önálló páncéloszászlóalj kötelékébe tartoztak. A dandár teljes parancsnokságát három nappal az indulás előtt tartóztatták le, mint a Szovjetunió ellenségeit, ami nagyban rontotta a katonák teljesítményét az új parancsnokok hozzá nem értése miatt. A japánok jól szervezett tankelhárítást építettek ki a vitatott magaslatokon, így 9 T–26 tankot kilőttek, 76-ot pedig megrongáltak, melyekből 35 csak műhelyben volt javítható. A Halhin-goli csata során a bevetett T–26-ok száma jóval kisebb volt a BT tankokénál, ám sokat használták őket, mivel a jelentések szerint jól lehetett alkalmazni a típust sivatagi körülmények között is. Bár a japánok 37 mm-es páncéltörő ágyúi át tudták ütni a vékony páncélzatot, a tankok gyakran több találat után is tovább harcoltak és a BT harckocsikkal szemben nem gyulladtak ki.

### Lengyelországi hadjárat

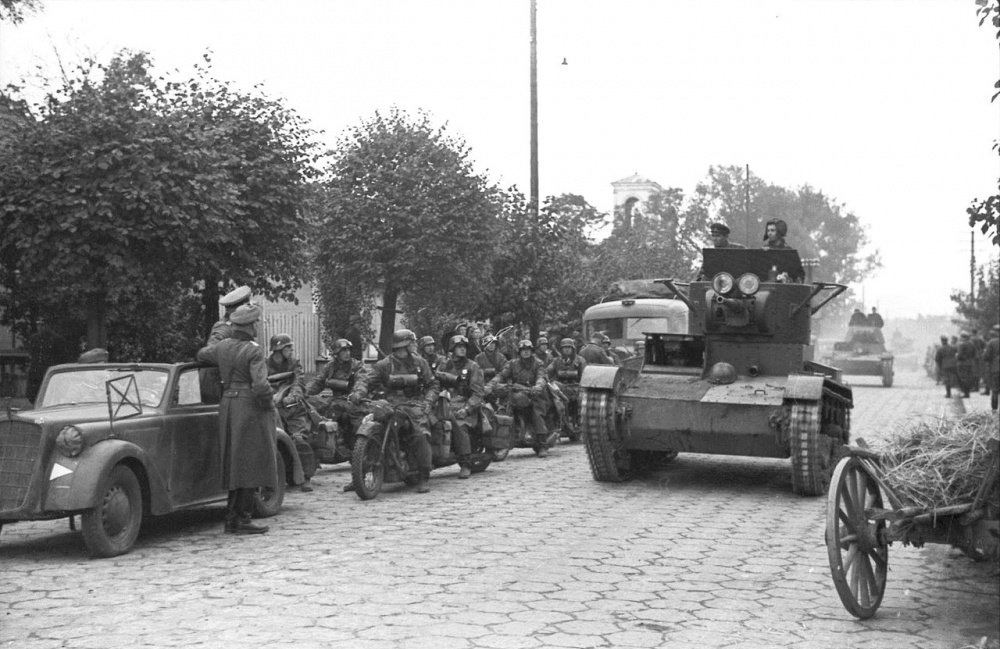
Szovjet T–26 harckocsi és német motorkerékpáros katonák Breszt-Litovszkban

A második világháború kezdetén a Vörös Hadsereg 8500 T–26-ossal rendelkezett. Ezek 17 önálló könnyűpáncélos dandárban (dandáronként 256–267 T–26 négy zászlóaljban, 10-11 lángszórós harckocsival) és a lövészhadosztályok 80 önálló páncélos zászlóaljában (zászlóaljanként 10-15 T–26 az első században és 22 T–37A/T–38 kétéltű tank a másodikban). Ilyen típusú páncélosegységek részt vettek a lengyelországi hadjáratban, ami tizenhat nappal a német támadást követően kezdődött. 1939. szeptember 17-én a Fehérorosz Front 878 darab és az Ukrán Front 797 darab T–26 harckocsija lépte át a lengyel határt. A harcokban mindössze 15 darab T–26-ost vesztettek, ám a bevonulás során 302 darab meghibásodott.

### Téli háború

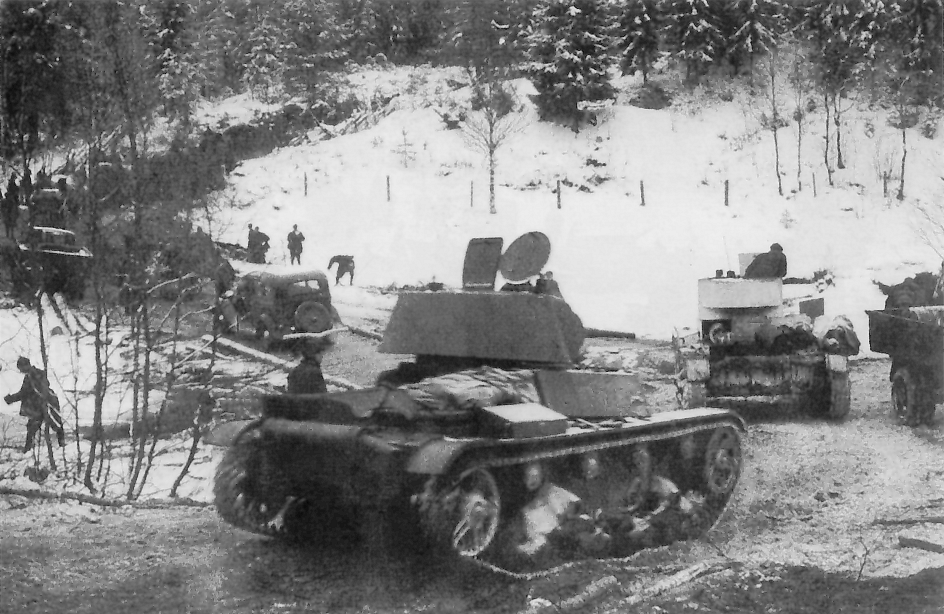
A szovjet 7. hadsereg T–26 könnyű harckocsijai (1933-as és 1939-es változatok), GAZ–M1 autója és GAZ-AA teherautói a karéliai-földszoroson nyomulnak előre 1939. december 2-án

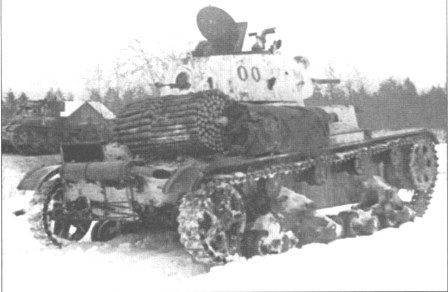
A 40. könnyűpáncélos dandár téli álcafestéses 1939-es változatú T–26-osa útban a front felé

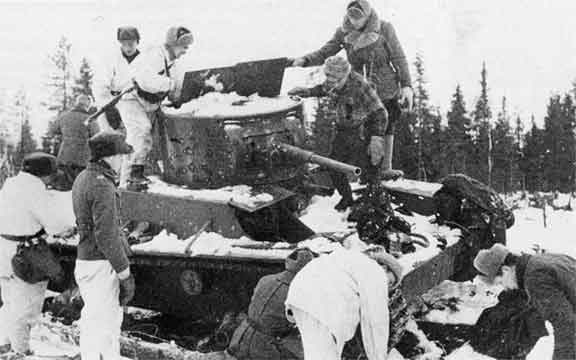
Finn katonák egy Raatenél kilőtt 1933-as változatú T–26-ost vizsgálnak 1940 januárjában

A téli háborúban harcoló könnyűpáncélos dandárok számos T–26 harckocsival voltak felszerelve, köztük 1931 és 1939 között gyártott egy- és ikertornyos változatokkal. A lövészhadosztályok önálló páncélos zászlóaljai 1931 és 1936 között gyártott régi tankokkal rendelkeztek. Néhány egységet azonban az új 1939-es változatú T–26-osokkal szereltek fel. A Leningrádi Katonai Körzetben 848 darab T–26 harckocsi volt a konfliktus kezdetén. A BT és T–28 páncélosokkal egyetemben a T–26 a fő csapásmérő erő volt a Mannerheim-vonal áttörésekor, ahol a harckocsik a finn tankakadályokat, gépfegyveres kiserődöket, géppuskafészkeket és egyéb erődítéseket ágyúzták.
A háborús tapasztalatok hatására változtatásokat kellett eszközölni a szovjet páncélosegységek struktúrájában. A T–37A és T–38 kétéltű harckocsik használhatatlannak bizonyultak az északi hadszíntér körülményei között. A Vörös Hadsereg parancsnokságának döntése értelmében 1940. január 1-től minden lövészhadosztálynak egy, 54 T–26 harckocsival felszerelt zászlóaljjal kellett rendelkeznie, egy lövészezrednek pedig egy, 17 T–26-osból álló századdal. A régi, ikertornyos T–26-osokat is alkalmazták a háborúban, főleg a lövészhadosztályok páncélos zászlóaljaiban. Ezek azonban nem a frontharcokban kerültek bevetésére, hanem a kommunikációs vonalak védelmére és kommunikációs célokra használták őket. Néhány régi típust azonban harcba küldtek a karéliai-földszoroson.
1940. február 26-án hat 37 mm-es 37 psvk 36 ágyúval felszerelt finn Vickers 6-Ton harckocsi találkozott össze a szovjetek felderítésre küldött három 1933-as változatú T–26-osával, melyek a Honkanieminél lévő erők előőrsét alkották. Az összecsapásban egy finn harckocsit kézigránátokkal tettek használhatatlanná, melyet aztán legénysége hátrahagyott, öt másikat pedig a szovjet harckocsik lőttek ki. A szovjetek nem szenvedtek veszteségeket, csupán a három ellenséget megsemmisítő vezértank üzemanyagtartálya sérült meg.
A Ladoga-tónál harcoló 8. hadsereg 125 T–26 harckocsival rendelkezett, amik a lövészhadosztályok önálló páncélos zászlóaljaiba voltak szervezve. A páncélosegységek komoly veszteségeket szenvedtek a gyenge felderítés, a rajtaütések és a mérnöki támogatás hiánya miatt. Például 1939. december 19-én a finn állások megtámadására hat T–26-ost és ötven gyalogost küldtek, a tankokon azonban rajtaütöttek a finnek és mindet megsemmisítették az úton. A 8. hadsereg a konfliktus során 65 darab T–26 harckocsit veszített. A Repola, Kandalaksa és Suomussalmi térségében harcoló 9. hadsereg szintén T–26-osokkal felszerelt páncélosegységeket kapott, egy- és ikertornyos változatokat vegyesen. A tapasztalatlan legénység és az elavult típusok ellenére az egység jól harcolt a finnek ellen és számos sikert értek el. Sok szovjet parancsnok – a 100. önálló páncélos zászlóalj sikeres akcióit figyelmen kívül hagyva – a háború végéig azt gondolta, hogy a harckocsikat csupán úton lehet bevetni. A gyenge felderítés és tüzérségi előkészítés miatt gyakran veszítettek járműveket, így például a 100. OTB egyik szakasza 1939. december 14-én Kursunál öt T–26-ost veszített egyetlen finn páncéltörő löveg miatt. A 9. hadsereg összesen 30 darab T–26 harckocsit veszített el harcban a háború során. A Murmanszk térségében a 14. hadsereg 441. önálló páncélos zászlóalja 15-15 darab T–26 és T–38 harckocsival, míg a 349. önálló páncélos zászlóalja 12 darab T–26-ossal és 19 darab T–37A/T–38-assal volt volt felszerelve. A szűk terep miatt csak kettő-három T–26 bevetésére nyílt lehetőség. A hadsereg összesen 7 darab harckocsit veszített.
A tolvajärvi csatában és azt követően a finnek 12 darab T–26-ost tudtak megsemmisíteni vagy zsákmányolni. A suomussalmi és raatei csatákban a szovjet 44. lövészhadosztályt bekerítették és minden páncélosát megsemmisítették, köztük 14 darab T–26-ost. Összességében a finnek majdnem 70 darab T–26-ost zsákmányoltak különböző tipusokból, köztük HT–26 és HT–130 lángszórós harckocsikat, ez a zsákmányolt technikai eszköz állomány megegyezett a finn haderő háború előtti harckocsijainak számával.
A 7. hadsereg vesztesége a karéliai-földszoroson 1939. november 30. és 1940. március 13. között 930 darab T–26-os volt, amik közül 463-at még a háború során megjavítottak. A veszteségek meghaladták a háború kezdetén a térségben lévő harckocsik számát, azonban a fronton lévő T–26-osok létszáma nem csökkent, köszönhetően az üzemekből szállított utánpótlásnak és az ide irányított új páncélosegységeknek. 1940 februárjának elején 1331 T–26, T–28 és BT harckocsi volt a térségben, ami február 28-ára 1740-re emelkedett. Végül a téli háborúban bebizonyosodott, hogy a T–26 elavult. A finn páncéltörő ágyúk könnyedén átütötték a vékony páncélzatát, a kemény terepen való terepmászó képessége pedig középszerű volt a gyenge motorja miatt. A tanulságokat levonva 1940-ben befejezték a típus sorozatgyártását és helyette a teljesen új T–50 könnyű harckocsit kezdték gyártani.

### Német–szovjet háború

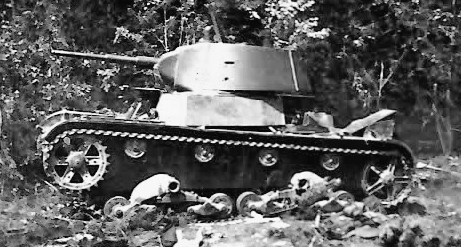
A Barbarossa hadművelet során elhagyott T–26 mod. 1939.

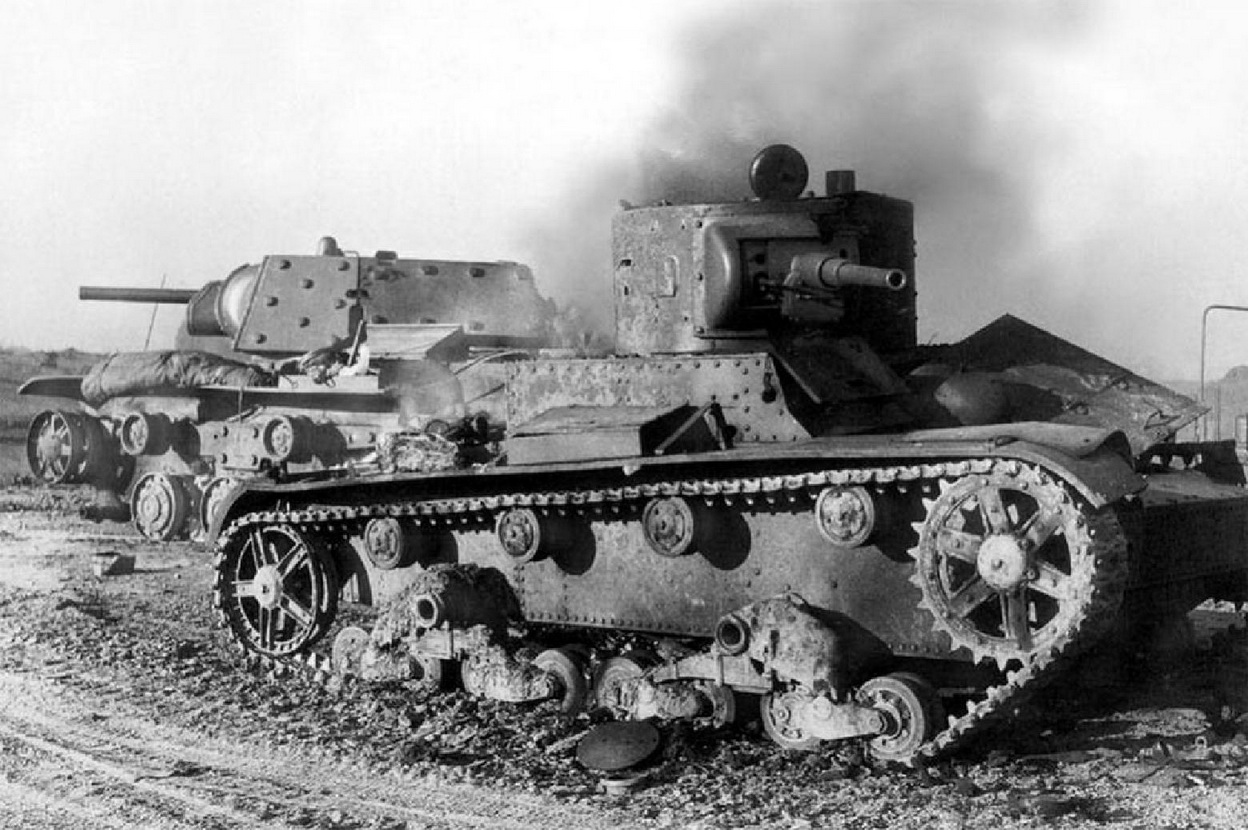
Kilőtt 1933-as változatú T–26 könnyű és egy hátrahagyott KV–1 nehéz harckocsi

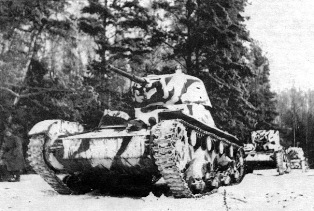
A 20. páncélosdandár T–26-osainak oszlopa közelít a frontvonalhoz a moszkvai csatában

A T–26 volt a Vörös Hadsereg páncéloserőinek gerince 1941 nyarán, a Barbarossa hadművelet első hónapjaiban. Június 1-jén összesen 10 268 darab állt rendelkezésre T–26-ból és a rá épülő modellekből. Ez a harckocsierők 39,5%-át jelentette. A határ menti katonai körzetek tankjainak többségét ez a típus tette ki. Például a Nyugati Különleges Katonai Körzet 1136 darab T–26-ossal rendelkezett, ami az ottani páncélosok felét jelentette. A német támadás után létrehozott Délnyugati Front 1316 T–26 harckocsival rendelkezett, ami a front páncéloserejének harmadát jelentette. Összesen 4875 darab T–26 állt a nyugati körzetek rendelkezésére június 1-jén. Ezek közül azonban nem mind volt harcképes az alkatrészhiány miatt; a T–26-osok harmada nem volt bevethető állapotban. A bevethető harcjárművek harmada 1931 és 1934 között készült régi példány volt. Így a nyugati körzetek valójában 3100–3200 darab jó állapotban lévő T–26-tal rendelkeztek, ami a nyugati páncéloserők 40%-át tette ki és csak kicsivel maradt el a támadásban részt vevő német harckocsik számától.
A tank leváltására tervezett tank a T–50 volt, amelyet a Vörös Hadsereg 1941 februárjában fogadott el. Az új harckocsi a téli háború tapasztalatai és a Panzerkampfwagen III német harckocsi szovjet teszteredményei alapján készült, azonban bonyolultsága és dízelmotorja miatt gyártási problémák léptek fel és az új harckocsi nem került sorozatgyártásra.
Az európai katonai körzetekben lévő T–26 harckocsik nagy része a háború első hónapjaiban megsemmisült, főleg az ellenséges tüzérségi és légicsapásoknak köszönhetően. Ráadásul a mentőjárművek és pótalkatrészek hiánya miatt a lerobbant darabokat gyakran nem tudták megjavítani. Emiatt a jelentéktelen meghibásodások miatt is sokszor kellett felrobbantani vagy felgyújtani őket ha a legénységük a visszavonulás során hátrahagyni kényszerült a páncélosokat. Például a Balti Különleges Katonai Körzetben felvonultatott 12. gépesített alakulat június 22-én 449 T–26-ossal, két lángszórós harckocsival és 4 darab T–26T vontatóval rendelkezett. Ebből július 7-ig elveszítettek 201 T–26-ot, az összes lángszórós és vontató harckocsit. További 186 T–26 technikai problémák miatt került elvesztésre.
A nagy veszteségek ellenére a típus továbbra is jelentős részét tette ki a szovjet páncéloserőknek 1941 őszén, mivel a belső katonai körzetekből további darabok érkeztek a frontra. A Nyugati Front október 1-jén 298 darab T–26 harckocsival rendelkezett, ami az összes harckocsijának 62%-át jelentette. A páncélos zászlóaljak a sok régi T–26-ost rossz állapotban kaptak a javítóműhelyekből, ennek eredményeképpen csak 50 darab T–26 vett részt a moszkvai csatában. A típus részt vett a rosztovi csatában 1941 decemberében. Az általános tapasztalatokkal ellentétes M. I. Jakovlev alhadnagy esete, akinek T–26-osa két géppuskás kiserődöt, három páncéltörő ágyút, négy géppuskafészket, három aknavevőt, egy lőszerraktárat és 200 ellenséges gyalogost pusztított el. Bár a páncélzatot kilenc lövedék is átütötte, a jármű mégis harcképes maradt. Jakovlev a teljesítményéért megkapta a Szovjetunió Hőse kitüntetést.
A típust továbbra is bevetették a harcokban a front egész részén 1942-ben, de kisebb számban mint egy évvel azelőtt. A második harkovi csata során a Délnyugati Front néhány egysége még ilyen harckocsikkal volt felszerelve. Május 13-án, a német ellentámadás során minden elérhető páncélosegységet bevetettek. Az összecsapásban három szovjet zászlóalj minden harckocsiját elveszítette, de súlyos veszteségeket okozott az ellenségnek. Az utolsó nagyobb hadműveletek, ahol a T–26 tankokat nagyobb számban bevetették a sztálingrádi és a kaukázusi csata voltak 1942-ben. 1943-ra kivonták az első vonalból őket, így a típussal már csak főleg a hátországban lévő egységek voltak felszerelve. Például a szovjet–iráni határt őrző 45. hadsereg alá tartozó 151. páncélosdandár 24 darab T–26 és 19 darab brit Mk VII Tetrarch harckocsival volt felszerelve. A Leningrádi Front néhány páncélosegysége még használta a típust 1944-ben az ostrom megtörésekor. Karélia és Murmanszk térségében a T–26 szintén tovább szolgált, egészen 1944 nyaráig.

### Mandzsúriai hadjárat
Mandzsúria szovjet inváziója volt az utolsó olyan katonai akció, ahol a típust bevetették. A Vörös Hadsereg 1461 darab T–26 harckocsival rendelkezett a Távol-Keleten, ezekből 1272 volt bevethető állapotban. A szibériai önálló páncélos hadosztályokban számos elavult tank (főleg T–26-osok és BT–7-esek) szolgáltak, amelyek a mandzsúriai határon állomásoztak a német–szovjet háború teljes ideje alatt. Hogy a harci eredményességüket növeljék, összesen 670 darab T–34–85 harckocsit küldtek. A dandárok egyik zászlóaljába így modern harckocsikból állt, míg a másik kettő a korábbi típusokból. Az 1. Távol-keleti Front és a Transzbajkáli Front is rendelkezett T–26-osokkal, melyek részt vettek a Kvantung-hadsereg legyőzésében 1945 augusztusában. A T–26 harckocsik terepmászó képessége gyakran jobbnak bizonyult itt, mint a jóval nehezebb T–34–85 és M4 Sherman közepes harckocsiké és a harckocsi teljesítménye még elegendő volt arra, hogy a japán páncélosokkal eredményesen vegye fel a harcot. T–26-osok a Harbinban tartott, Japán feletti győzelmet ünneplő katonai parádén is részt vettek.

### Más országokban

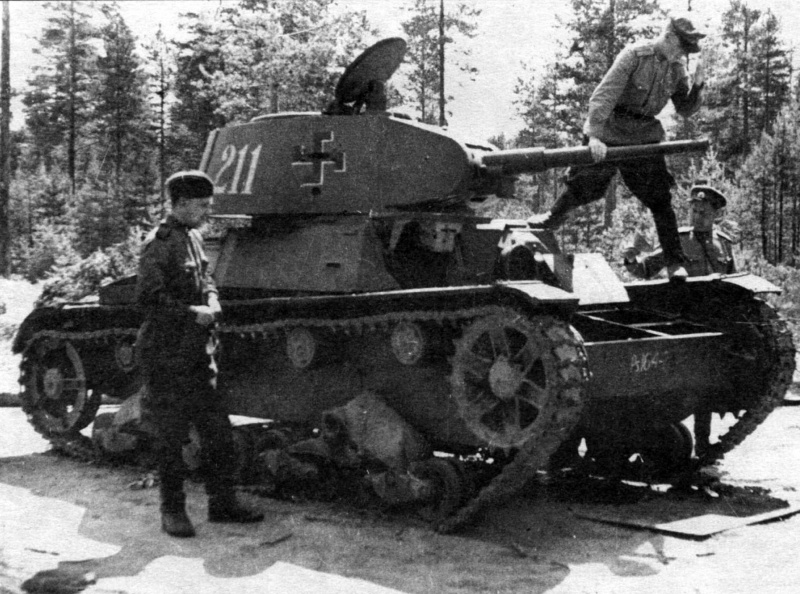
Szovjet tisztek 1944-ben, Karéliában egy harcképtelenné tett HT–133 lángszórós harckocsit vizsgálnak, melyet a finnek 45 mm 20K ágyúval szereltek fel

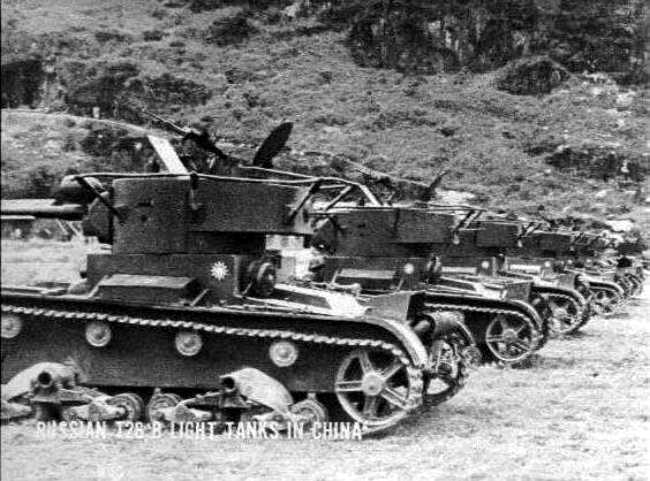
A kínai Nemzeti Forradalmi Hadsereg T–26-osai Hunanban

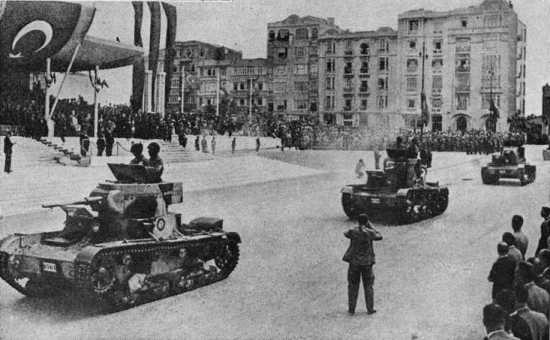
Török T–26-osok egy ankarai katonai díszszemlén

A polgárháború vége után Franco Spanyolországa sok zsákmányolt T–26-tal rendelkezett és ezek mellé további darabokat kaptak Franciaországtól, melyet a visszavonuló köztársaságiaktól foglaltak le a határon és francia raktárakban őriztek. A spanyol haderő 1942-ben 139 darab 1933-as modellű T–26 könnyű harckocsival rendelkezett. A világháború végén legalább 116 darab még szolgálatban volt. Ezek egészen 1953-ig használatban is maradtak, amikor az ország és az Amerikai Egyesült Államok szerződést kötött új harckocsik vásárlásáról. A típust felváltó M47 Patton harckocsik első szállítmánya, 12 darab páncélossal 1954 februárjában érkezett meg Cartagenába.
A téli háború során a finnek 70 darab T–26-ot zsákmányoltak, amik közül 38-at kijavítottak és szolgálatba állítottak 1941 júniusáig és saját Vickers 6-Ton tankjaikat 45 mm 20K ágyúval és DT géppuskával szerelték fel. Ezek a T–26E típusjelzést kapták és a folytatólagos háború idején alkalmazták őket gyalogsági támogató szerepkörben. Ennek során újabb 100 T–26-ot zsákmányoltak, melyek közül 35-öt megjavítottak, 26-ot későbbi felújítás céljából megtartottak és a többit leselejtezték. 1942. január 1-jén a finn haderő 102 T–26 harckocsival rendelkezett (a kéttornyos és lángszórós változatok csak kiképzésre használták). Ezeket 1942–43-ban modernizálták, a kéttornyos tankok egy darab tornyot kaptak T–26 vagy BT harckocsikról, a lángszórós harckocsikat pedig zsákmányolt szovjet ágyúkkal szerelték fel. A típust a háború során végig használták, habár a német StuG III 1943-ban elkezdte leváltását. 1944 nyarán 126 T–26-ot használtak, köztük 22 T–26E tankot, melyek közül 75 T–26 és 19 T–26E maradt szolgálatban a világháború után. A típust egészen 1961-ig használták kiképzési célokra.
Csang Kaj-sek nacionalista kínai kormányzata 1937 augusztusában folytatott tárgyalásokat a Szovjetunióval a szovjet–kínai megnemtámadási egyezmény aláírásakor, katonai segítséget kérve a második kínai–japán háborúban. A szovjetek 82 darab T–26 harckocsit adtak el a Kínai Köztársaságnak. Ezeket 1938 tavaszán szállították Kantonba, ahol a Nemzeti Forradalmi Hadsereg újonnan felállított 200. hadosztályához kerültek. A kínai kezelőket a szovjetek képezték ki. A harckocsikat bevetették 1938-ban a lanfengi, 1939-ben a kulun-szorosi, 1942-ben a Jünnan–Burma-úti csatában és néhány további összecsapásban 1944-ig. A háború után a tankok továbbra is szolgálatban maradtak és részt vettek a kínai polgárháború kelet-kínai ütközeteiben, ahol a kommunisták számos darabot megsemmisítettek vagy zsákmányoltak. Néhányat azonban sikerült kimenekíteni Tajvanra, amikor a kormány a szigetre menekült.
Törökország 1935-ben 60 darab T–26-ot és 60 darab BA–6 páncélautót vásárolt a Szovjetuniótól. A típus 1942-ig maradt szolgálatban a török hadseregnél.
A német Wehrmacht mintegy 40 T–26-ot használt különböző típusokból Panzerkampfwagen 737(r), 738(r) vagy 740(r) néven, típustól függően. A HT–130 lángszórós harckocsikat Flammenwerfer Panzerkampfwagen 739(r) állították hadrendbe. Bár a Barbarossa hadművelet idején sok száz T–26 harckocsit hagytak a szovjetek hátra meghibásodás vagy harci sérülés miatt, ezek közül csak nagyon keveset javítottak meg a pótalkatrészek hiánya és a német harckocsitípusok javítási prioritása miatt. A németek által használt T–26 harckocsik részt vettek a szmolenszki, a moszkvai, a rzsevi a Leningrád és Brjanszk környéki harcokban, a minszki offenzívában és a varsói felkelésben. A típust a rendőrségi alakulatok is használták a megszállt területeken. 1943 őszén 10 darab T–26-ot francia 7,5 cm Pak 97/38(f) löveggel szereltek fel és páncélvadászként alkalmazták őket, 7,5 cm Pak 97/98(f) auf Pz.740(r) néven.
A Román Királyság 33 darab zsákmányolt T–26 harckocsival rendelkezett, ezek nagyobb részét a németektől kapták. Azonban a harckocsik többségét nem tudták megjavítani. Az 1. páncéloshadosztály például csupán két darabbal rendelkezett 1942 szeptemberében. A Magyar Királyi Honvédség is zsákmányolt néhány darabot 1942-ben. Ezek egyike részt vett a Ludovika Akadémia egyik hadgyakorlatán, ennek köszönhetően egy korabeli katonai filmen is szerepel. A harckocsikat kiképzési célokra használták, későbbi sorsuk ismeretlen.
Elképzelhető, hogy Afganisztán is rendelkezett 2 darab kéttornyos 1931-es változattal, melyet 1935-ben vásároltak, de ez az információ nincs megerősítve.

## Alkalmazók
- Szovjetunió – 12 000 darab (1931–1945)
- /  Spanyolország – a spanyol polgárháború során a köztársaságiak 281 darabot vásároltak, a nacionalisták ezekből zsákmányként megszerzett tankokat alkalmaztak (1936–1953)
- Finnország – zsákmányolt példányok (1940–1961)
- Kínai Köztársaság - 1937-ben 82 darabot vásároltak
- Törökország – 1935-ben 60 darabot vásároltak, 1942-ig maradtak szolgálatban
- Harmadik Birodalom – Zsákmányolt példányok
- Román Királyság – 33 darab zsákmányolt példány
- Magyar Királyság – Zsákmányolt példányok, kiképzőharckocsiként
- Afganisztán – bizonytalan, talán 2 darabbal rendelkeztek

## Változatok
| | Tömeg, t | Homlokpáncélzat, mm | Oldalsó és hátsó páncél, mm | Tetőpáncél, mm | Toronypáncél, mm | Fegyverzet                    | Lőszer (ágyú/géppuska) | Motorteljesítmény, lóerő | Hatótávolság (közúton/terepen), km |
| --- | -------- | ------------------- | --------------------------- | -------------- | ---------------- | ----------------------------- | ---------------------- | ------------------------ | ---------------------------------- |
| Ikertornyos T–26, 1932                                                                                | 8,2      | 13–15               | 13–15                       | 6              | 13–15            | 2 × 7.62mm DT                 | —/6615                 | 90                       | 130–140/70–80                      |
| Ikertornyos T–26 ágyúval és géppuskával, 1932                                                         | 8,7      | 13–15               | 13–15                       | 6              | 13–15            | 1 × 37mm ágyú + 1 × 7.62mm DT | 222/3528               | 90                       | 130–140/70–80                      |
| T–26 hengertoronnyal és rádióval, 1933–1934                                                           | 9,4      | 15                  | 15                          | 6–10           | 15               | 1 × 45mm ágyú + 1 × 7.62mm DT | 124 (84)/2961          | 90                       | 130–140/70–80                      |
| T–26 hengertoronnyal, tartalék üzemanyagtartállyal és rádióval, 1935–1936                             | 9,6      | 15                  | 15                          | 6–10           | 15               | 1 × 45mm ágyú + 1 × 7.62mm DT | 122 (82)/2961          | 90                       | 220–240/130–140                    |
| T–26 hátsó géppuskával ellátott hengertoronnyal, 1935–1936                                            | 9,65     | 15                  | 15                          | 6–10           | 15               | 1 × 45mm ágyú + 2 × 7.62mm DT | 102/2961               | 90                       | 220–240/130–140                    |
| T–26 hengertoronnyal, rádióval és P–40 légvédelmi géppuskával, 1937                                   | 9,75     | 15                  | 15                          | 6–10           | 15               | 1 × 45mm ágyú + 2 × 7.62mm DT | 111 (107)/2772 (3024)  | 93                       | 220–240/130–140                    |
| T–26 hátsó géppuskával ellátott kúptoronnyal, rádióval és egyenes oldalú torony alatti dobozzal, 1938 | 9,8      | 15                  | 15                          | 6–10           | 15               | 1 × 45mm ágyú + 2 × 7.62mm DT | 107/2772               | 95                       | 220–240/130–140                    |
| T–26 hátsó géppuskával ellátott kúptoronnyal és döntött oldalú torony alatti dobozzal, 1939           | 10,25    | 15–20               | 15                          | 6–10           | 15–20            | 1 × 45mm ágyú + 2 × 7.62mm DT | 185/3528               | 95                       | 220–240/130–140                    |

## Fordítás
Ez a szócikk részben vagy egészben  a   Combat history of the T-26 című angol Wikipédia-szócikk ezen változatának fordításán alapul.  Az eredeti cikk szerkesztőit annak laptörténete sorolja fel. Ez a jelzés csupán a megfogalmazás eredetét és a szerzői jogokat jelzi, nem szolgál a cikkben szereplő információk forrásmegjelöléseként.